# Antalya Grand Prix
L'Antalya Grand Slam, fino al 2019 classificato come Gran Prix, è stato un torneo internazionale di judo che si teneva annualmente a Adalia, in Turchia.
Il torneo ha fatto parte del circuito IJF World Tour.

## Edizioni
Di seguito la tabella delle edizioni del meeting.
| Edizione | Anno | Data         | Circuito            | Dettagli                | Rif.  |
| -------- | ---- | ------------ | ------------------- | ----------------------- | ----- |
| 1°       | 2017 | 07-09 aprile | IJF World Tour 2017 | Antalya Grand Prix 2017 | [ 1 ] |
| 2°       | 2018 | 06-08 aprile | IJF World Tour 2018 | Antalya Grand Prix 2018 | [ 2 ] |
| 3°       | 2019 | 05-07 aprile | IJF World Tour 2019 | Antalya Grand Prix 2019 | [ 3 ] |
| 4°       | 2021 | 01-03 aprile | IJF World Tour 2021 | Antalya Grand Slam 2021 | [ 4 ] |
| 5°       | 2022 | 01-03 aprile | IJF World Tour 2022 | Antalya Grand Slam 2022 | [ 5 ] |
| 6°       | 2023 | 31 mar-2 apr | IJF World Tour 2023 | Antalya Grand Slam 2023 | [ 6 ] |
| 7°       | 2024 | 29-31 marzo  | IJF World Tour 2024 | Antalya Grand Slam 2024 | [ 7 ] |